# Class 465
 (septembre 2022).
Si vous disposez d'ouvrages ou d'articles de référence ou si vous connaissez des sites web de qualité traitant du thème abordé ici, merci de compléter l'article en donnant les références utiles à sa vérifiabilité et en les liant à la section « Notes et références ».
Pour les articles homonymes, voir Class.
Les Class 465 Networker (en) sont des automotrices électriques de banlieue construites par Alstom, British Rail Engineering Limited (BREL) entre 1991 et 1993 et ABB Rail entre 1993 et 1994. Les premières unités sont entrées en service commercial à partir de 1992. Lors de leur mise en service, tous les éléments étaient exploités par les anciennes concessions ferroviaires Network South East jusqu'en 1997, puis Connex South Eastern jusqu'en 2003, South Eastern Trains jusqu'en 2006 et Southeastern actuellement.
Les Class 465 font partie de la famille des Trains Networker de Network South East qui comprend les classes 165, 166, 365 et 466

## Production

Images de Class 465
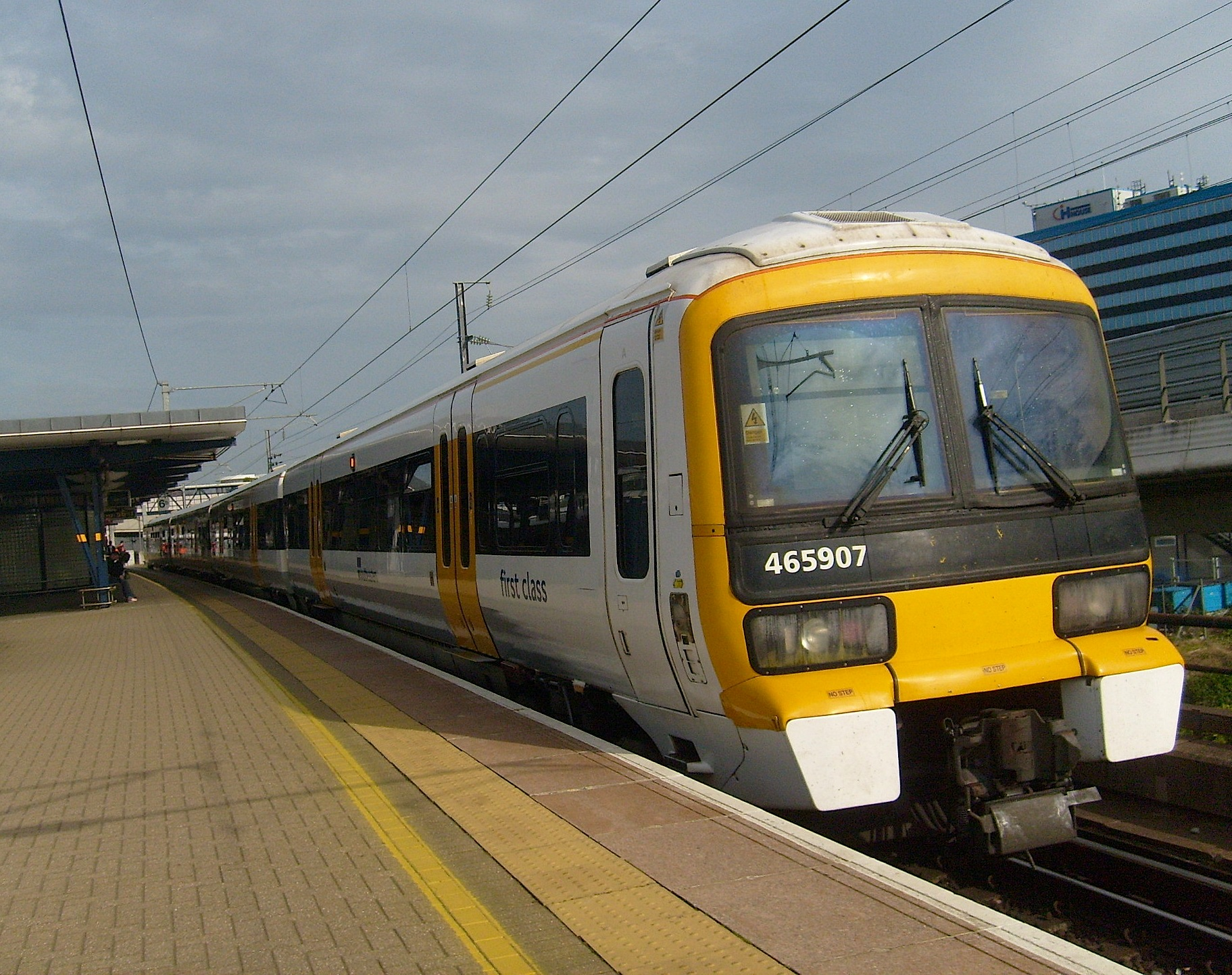
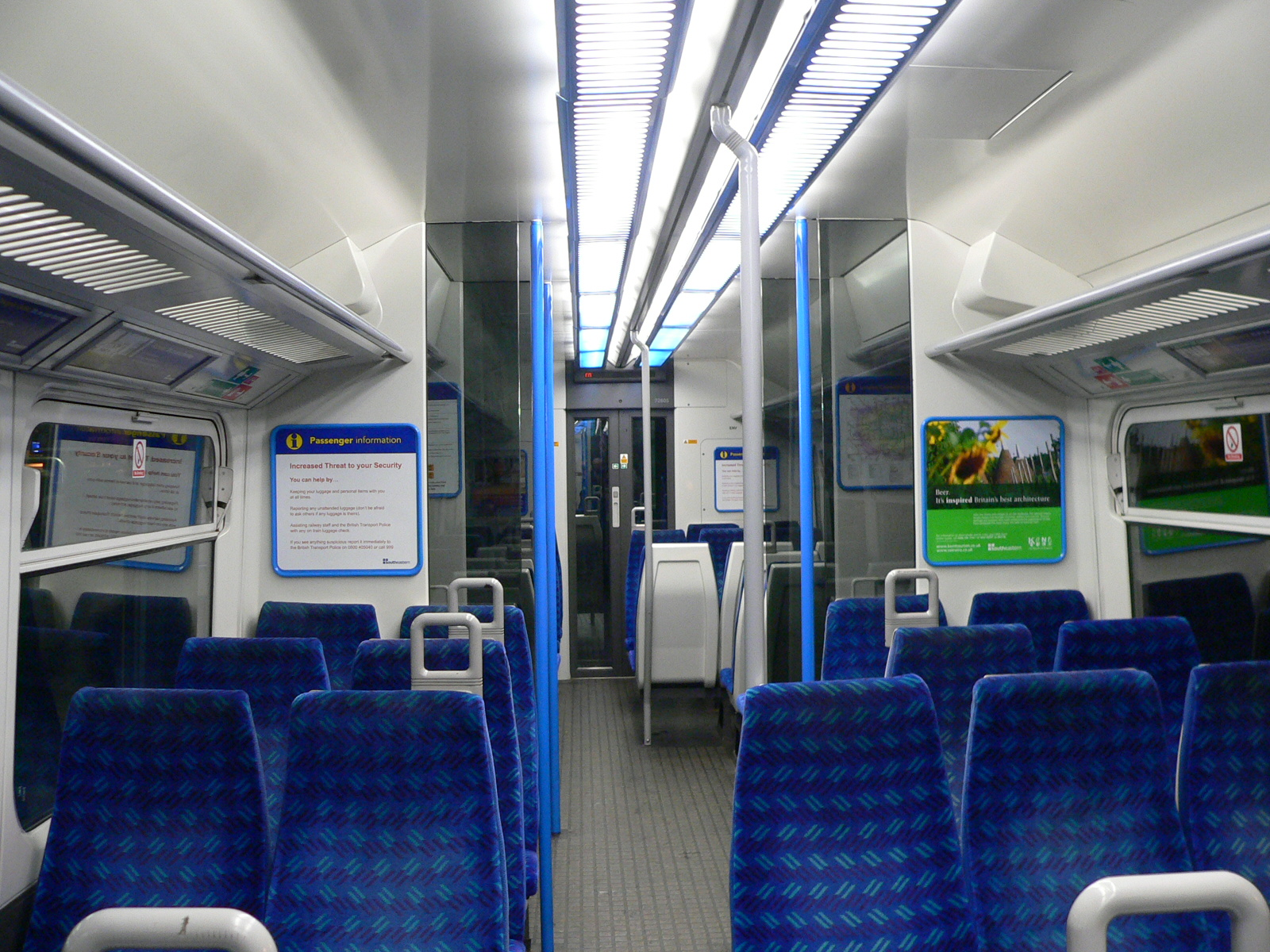
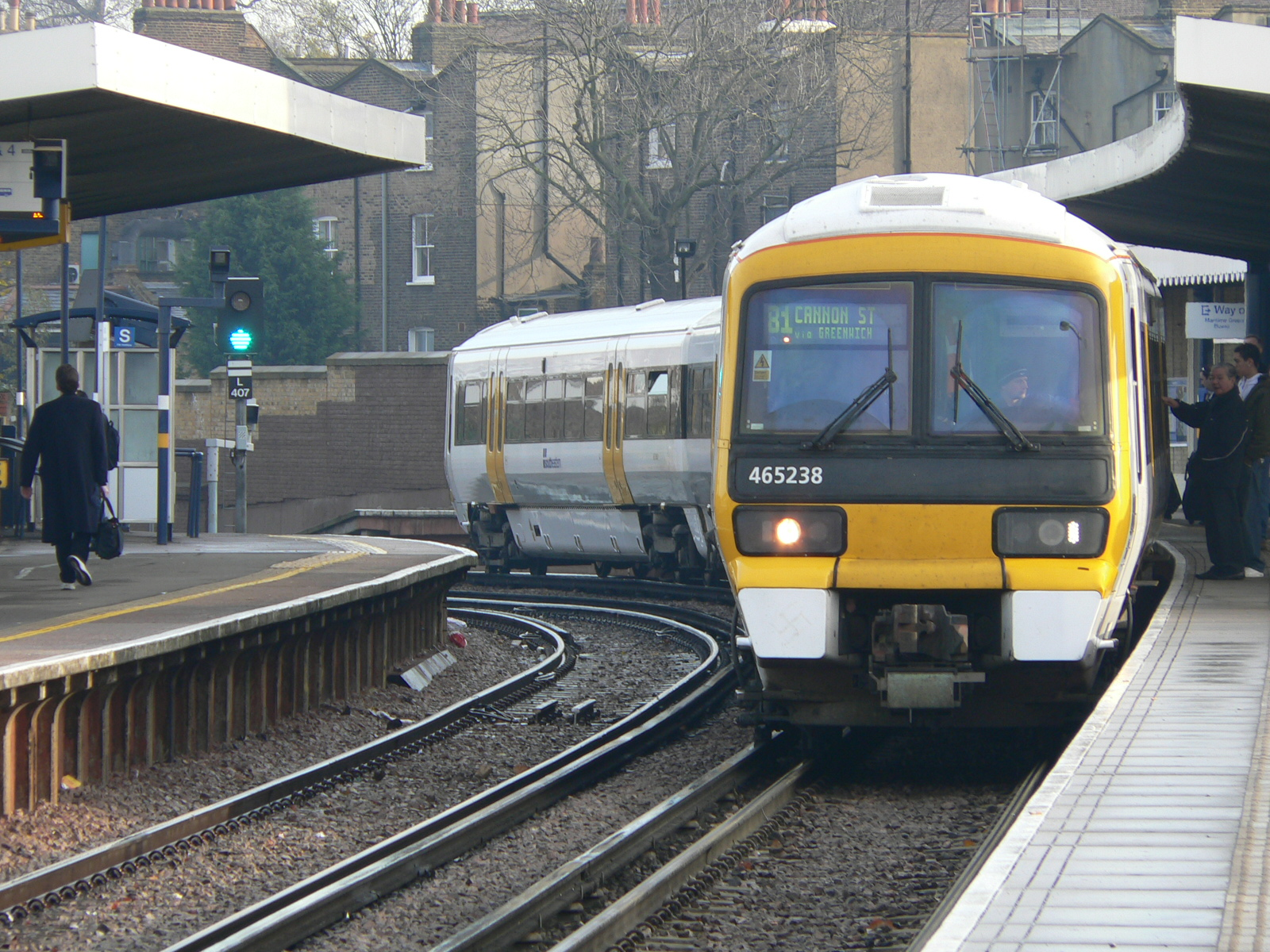